# Megan Leavey (pel·lícula)
Megan Leavey és una pel·lícula estatunidenca de drama biogràfic del 2017 dirigida per Gabriela Cowperthwaite i escrita per Pamela Gray, Annie Mumolo i Tim Lovestedt, basada en els fets reals sobre una jove marine anomenada Megan Leavey i un gos de combat anomenat Rex. La pel·lícula és protagonitzada per Kate Mara com el personatge principal, amb Edie Falco, Common, Ramón Rodríguez i Tom Felton en papers secundaris. S'ha doblat i subtitulat al català.
La pel·lícula es va estrenar el 9 de juny de 2017 a càrrec de Bleecker Street, va rebre crítiques positives i va recaptar 14 milions de dòlars.